# Coupe d'été de football 1982
Navigation
Édition précédente Édition suivante
La Coupe d'été de football 1982 est l'unique édition de la Coupe d'Été, disputée de mai à juin 1982. Elle est parfois appelée Coupe d'été de la Ligue nationale, ou simplement Coupe de la Ligue.
Elle est organisée par la Ligue Nationale de Football. Le président de la Commission d'organisation de la Coupe d'Été est Paul Calabro, vice-président le la LNF. Le vainqueur remporte 230 000 francs.
La compétition est remportée par le Stade lavallois face à l'AS Nancy-Lorraine.

## Règlement
Les clubs peuvent aligner jusqu'à trois joueurs à l'essai.
Bien que les deux finalistes soient qualifiés pour la Coupe des Alpes 1982, ni le Stade lavallois ni l'AS Nancy-Lorraine n'y prendront part. Les dirigeants lavallois mettront en avant la distance géographique séparant les Alpes de la Mayenne.

## Participants
Douze clubs de première et 32 clubs de deuxième division participent à la compétition dans huit groupes, quatre de cinq équipes et quatre de six équipes. Le premier de chaque groupe qualifié pour les quarts de finale.

### Clubs de première division
- AJ Auxerre
- SC Bastia
- Girondins de Bordeaux
- Brest Armorique FC
- Stade lavallois
- Olympique lyonnais
- FC Metz
- Montpellier PSC
- AS Nancy-Lorraine
- OGC Nice
- RC Strasbourg
- FC Tours

### Clubs de deuxième division
| - SC Abbeville - Angers SCO - AS Angoulême - RCFC Besançon - AS Béziers - AAJ Blois - Calais RUFC - AS Cannes - LB Châteauroux - US Dunkerque - CS Fontainebleau - FCAS Grenoble - FC Gueugnon - EA Guingamp - Le Havre AC - AS Libourne | - Limoges FC - CS Cuiseaux-Louhans - Olympique de Marseille - FC Martigues - EDS Montluçon - Nîmes Olympique - US Orléans - Paris FC 83 - Stade quimpérois - Stade de Reims - Stade rennais - FC Rouen - SR Saint-Dié - Stade français - SC Toulon-Var - Toulouse FC |

## Premier tour
Le premier de chaque groupe qualifié pour les 1/4 de finale.

### Groupe 1
| Rang | Équipe                   | Pts | J | G | N | P | Bp | Bc | Diff |  | Résultats (▼ dom., ► ext.) | ASNL | CSCL | FCT | PFC | FCM |
| ---- | ------------------------ | --- | - | - | - | - | -- | -- | ---- |  | -------------------------- | ---- | ---- | --- | --- | --- |
| 1    | AS Nancy-Lorraine        | 6   | 4 | 3 | 0 | 1 | 12 | 7  | +5   |  | AS Nancy-Lorraine          |      |      |     | 4-0 | 4-2 |
| 2    | CS Cuiseaux-Louhans (D2) | 5   | 4 | 2 | 1 | 1 | 8  | 5  | +3   |  | CS Cuiseaux-Louhans (D2)   | 0-2  |      | 1-1 |     | 5-1 |
| 3    | FC Tours                 | 5   | 4 | 2 | 1 | 1 | 13 | 10 | +3   |  | FC Tours                   | 5-2  |      |     |     | 5-2 |
| 4    | Paris FC 83 (D2)         | 2   | 4 | 1 | 0 | 3 | 6  | 9  | -3   |  | Paris FC 83 (D2)           |      | 1-2  | 5-2 |     |     |
| 5    | FC Martigues (D2)        | 2   | 4 | 1 | 0 | 3 | 6  | 14 | -8   |  | FC Martigues (D2)          |      |      |     | 1-0 |     |

### Groupe 2
| Rang | Équipe             | Pts | J | G | N | P | Bp | Bc | Diff |  | Résultats (▼ dom., ► ext.) | OGCN | SCB | GRE | RCFC | STV |
| ---- | ------------------ | --- | - | - | - | - | -- | -- | ---- |  | -------------------------- | ---- | --- | --- | ---- | --- |
| 1    | OGC Nice           | 6   | 4 | 3 | 0 | 1 | 9  | 6  | +3   |  | OGC Nice                   |      |     | 2-0 | 3-1  |     |
| 2    | SC Bastia          | 5   | 4 | 2 | 1 | 1 | 10 | 8  | +2   |  | SC Bastia                  | 2-0  |     |     |      | 3-2 |
| 3    | FCAS Grenoble (D2) | 4   | 4 | 2 | 0 | 2 | 8  | 9  | -1   |  | FCAS Grenoble (D2)         |      | 5-4 |     |      | 2-1 |
| 4    | RCFC Besançon (D2) | 3   | 4 | 1 | 1 | 2 | 4  | 8  | -4   |  | RCFC Besançon (D2)         |      | 1-1 | 2-1 |      |     |
| 5    | SC Toulon-Var (D2) | 2   | 4 | 1 | 0 | 3 | 9  | 9  | 0    |  | SC Toulon-Var (D2)         | 3-4  |     |     | 3-0  |     |

### Groupe 3
| Rang | Équipe              | Pts | J | G | N | P | Bp | Bc | Diff |  | Résultats (▼ dom., ► ext.) | SR  | ASC | TFC | OL  | SF  |
| ---- | ------------------- | --- | - | - | - | - | -- | -- | ---- |  | -------------------------- | --- | --- | --- | --- | --- |
| 1    | Stade de Reims (D2) | 6   | 4 | 2 | 2 | 0 | 10 | 4  | +6   |  | Stade de Reims (D2)        |     |     |     | 5-1 | 2-0 |
| 2    | AS Cannes (D2)      | 6   | 4 | 2 | 2 | 0 | 10 | 6  | +4   |  | AS Cannes (D2)             | 2-2 |     | 1-0 |     |     |
| 3    | Toulouse FC (D2)    | 3   | 4 | 1 | 1 | 2 | 8  | 9  | -1   |  | Toulouse FC (D2)           | 1-1 |     |     |     | 4-1 |
| 4    | Olympique lyonnais  | 3   | 4 | 1 | 1 | 2 | 12 | 16 | -4   |  | Olympique lyonnais         |     | 3-6 | 6-3 |     |     |
| 5    | Stade français (D2) | 2   | 4 | 0 | 2 | 2 | 4  | 9  | -5   |  | Stade français (D2)        |     | 1-1 |     | 2-2 |     |

### Groupe 4
| Rang | Équipe                      | Pts | J | G | N | P | Bp | Bc | Diff |  | Résultats (▼ dom., ► ext.)  | FCM | OM  | USO | HAC | FCR |
| ---- | --------------------------- | --- | - | - | - | - | -- | -- | ---- |  | --------------------------- | --- | --- | --- | --- | --- |
| 1    | FC Metz                     | 8   | 4 | 4 | 0 | 0 | 14 | 4  | +10  |  | FC Metz                     |     | 3-0 | 3-2 |     |     |
| 2    | Olympique de Marseille (D2) | 4   | 4 | 2 | 0 | 2 | 5  | 8  | -3   |  | Olympique de Marseille (D2) |     |     |     | 1-0 | 4-3 |
| 3    | US Orléans (D2)             | 3   | 4 | 1 | 1 | 2 | 4  | 4  | 0    |  | US Orléans (D2)             |     | 2-0 |     |     | 0-0 |
| 4    | Le Havre AC (D2)            | 3   | 4 | 1 | 1 | 2 | 2  | 5  | -3   |  | Le Havre AC (D2)            | 1-4 |     | 1-0 |     |     |
| 5    | FC Rouen (D2)               | 2   | 4 | 0 | 2 | 2 | 4  | 8  | -4   |  | FC Rouen (D2)               | 1-4 |     |     | 0-0 |     |

### Groupe 5
| Rang | Équipe                | Pts | J | G | N | P | Bp | Bc | Diff |  | Résultats (▼ dom., ► ext.) | MPSC | SR  | NO  | ASB | SCO | FCGB |
| ---- | --------------------- | --- | - | - | - | - | -- | -- | ---- |  | -------------------------- | ---- | --- | --- | --- | --- | ---- |
| 1    | Montpellier PSC       | 7   | 5 | 3 | 1 | 1 | 8  | 7  | +1   |  | Montpellier PSC            |      | 3-1 |     | 3-1 |     |      |
| 2    | Stade rennais FC (D2) | 6   | 5 | 2 | 2 | 1 | 10 | 9  | +1   |  | Stade rennais FC (D2)      |      |     |     | 3-2 | 3-1 | 2-2  |
| 3    | Nîmes Olympique (D2)  | 5   | 5 | 1 | 3 | 1 | 8  | 6  | +2   |  | Nîmes Olympique (D2)       | 0-1  | 1-1 |     |     |     | 4-1  |
| 4    | AS Béziers (D2)       | 4   | 5 | 1 | 2 | 2 | 9  | 10 | -1   |  | AS Béziers (D2)            |      |     | 2-2 |     | 2-0 | 2-2  |
| 5    | Angers SCO (D2)       | 4   | 5 | 1 | 2 | 2 | 4  | 7  | -3   |  | Angers SCO (D2)            | 0-0  |     | 1-1 |     |     | 2-1  |
| 6    | Girondins de Bordeaux | 4   | 5 | 1 | 2 | 2 | 11 | 11 | 0    |  | Girondins de Bordeaux      | 5-1  |     |     |     |     |      |

### Groupe 6
| Rang | Équipe                | Pts | J | G | N | P | Bp | Bc | Diff |  | Résultats (▼ dom., ► ext.) | SL  | ASA | BAFC | EAG | CSF | CHA  |
| ---- | --------------------- | --- | - | - | - | - | -- | -- | ---- |  | -------------------------- | --- | --- | ---- | --- | --- | ---- |
| 1    | Stade lavallois       | 8   | 5 | 4 | 0 | 1 | 13 | 5  | +8   |  | Stade lavallois            |     | 3-1 |      | 3-1 |     |      |
| 2    | AS Angoulême (D2)     | 8   | 5 | 4 | 0 | 1 | 9  | 5  | +4   |  | AS Angoulême (D2)          |     |     | 2-1  | 1-0 |     | 4-1  |
| 3    | Brest Armorique FC    | 6   | 5 | 3 | 0 | 2 | 14 | 8  | +6   |  | Brest Armorique FC         | 3-1 |     |      |     |     | 3-01 |
| 4    | EA Guingamp (D2)      | 5   | 5 | 2 | 1 | 2 | 7  | 7  | 0    |  | EA Guingamp (D2)           |     |     | 3-1  |     | 1-1 | 2-1  |
| 5    | CS Fontainebleau (D2) | 3   | 5 | 1 | 1 | 3 | 5  | 10 | -5   |  | CS Fontainebleau (D2)      | 0-2 | 0-1 | 2-6  |     |     |      |
| 6    | LB Châteauroux (D2)   | 0   | 5 | 0 | 0 | 5 | 2  | 15 | -13  |  | LB Châteauroux (D2)        | 0-4 |     |      |     | 0-2 |      |

Note 1 : Ce match est gagné 3-0 par forfait.

### Groupe 7
| Rang | Équipe                | Pts | J | G | N | P | Bp | Bc | Diff |  | Résultats (▼ dom., ► ext.) | RCS | USL  | SRSD | SCA | STQ | CRUFC |
| ---- | --------------------- | --- | - | - | - | - | -- | -- | ---- |  | -------------------------- | --- | ---- | ---- | --- | --- | ----- |
| 1    | RC Strasbourg         | 10  | 5 | 5 | 0 | 0 | 16 | 2  | +14  |  | RC Strasbourg              |     | 3-0  |      |     |     |       |
| 2    | US Dunkerque (D2)     | 5   | 4 | 2 | 1 | 1 | 10 | 6  | +4   |  | US Dunkerque (D2)          |     |      | 2-2  |     |     | 3-0   |
| 3    | SR Saint-Dié (D2)     | 5   | 5 | 2 | 1 | 2 | 8  | 6  | +2   |  | SR Saint-Dié (D2)          | 1-2 |      |      | 1-2 | 2-0 |       |
| 4    | SC Abbeville (D2)     | 4   | 5 | 2 | 0 | 3 | 7  | 14 | -7   |  | SC Abbeville (D2)          | 0-4 | 1-5  |      |     | 1-2 |       |
| 5    | Stade quimpérois (D2) | 2   | 4 | 1 | 0 | 3 | 3  | 6  | -3   |  | Stade quimpérois (D2)      | 0-1 | n-d1 |      |     |     | 1-2   |
| 6    | Calais RUFC (D2)      | 2   | 5 | 1 | 0 | 4 | 5  | 15 | -10  |  | Calais RUFC (D2)           | 1-6 |      | 0-2  | 2-3 |     |       |

Note 1 : Le match Stade quimpérois - USL Dunkerque de la 1re journée, reporté, n'est finalement pas joué car celui-ci n'a aucune incidence sur le classement final.

### Groupe 8
| Rang | Équipe             | Pts | J | G | N | P | Bp | Bc | Diff |  | Résultats (▼ dom., ► ext.) | LFC | AJA | AAJB | FCG | ASL | EDSM |
| ---- | ------------------ | --- | - | - | - | - | -- | -- | ---- |  | -------------------------- | --- | --- | ---- | --- | --- | ---- |
| 1    | Limoges FC (D2)    | 8   | 5 | 4 | 0 | 1 | 12 | 7  | +5   |  | Limoges FC (D2)            |     | 0-3 |      | 2-1 |     | 6-1  |
| 2    | AJ Auxerre         | 6   | 5 | 3 | 0 | 2 | 12 | 3  | +9   |  | AJ Auxerre                 |     |     | 6-0  |     |     | 3-1  |
| 3    | AAJ Blois (D2)     | 6   | 5 | 3 | 0 | 2 | 6  | 10 | -4   |  | AAJ Blois (D2)             | 1-2 |     |      | 2-1 |     |      |
| 4    | FC Gueugnon (D2)   | 5   | 5 | 2 | 1 | 2 | 5  | 4  | +1   |  | FC Gueugnon (D2)           |     | 1-0 |      |     | 0-0 | 2-0  |
| 5    | AS Libourne (D2)   | 5   | 5 | 2 | 1 | 2 | 3  | 3  | 0    |  | AS Libourne (D2)           | 1-2 | 1-0 | 0-1  |     |     | 1-0  |
| 6    | EDS Montluçon (D2) | 0   | 5 | 0 | 0 | 5 | 3  | 14 | -11  |  | EDS Montluçon (D2)         |     |     | 1-2  |     |     |      |

## Phase finale

### Règlement
Les quarts de finale, demi-finales et finales se déroulent en un seul match. En cas d'égalité à l'issue d'un match, une prolongation et éventuellement des tirs au but sont joués. 

### Phase finale
|  | Quarts de finale  | Quarts de finale  | Quarts de finale  | Quarts de finale  |                   |                   | Demi-finales | Demi-finales | Demi-finales | Demi-finales |  |  | Finale                                           | Finale                                           | Finale                                           | Finale                                           |
|  |                   |                   |                   |                   |                   |                   |              |              |              |              |  |  |                                                  |                                                  |                                                  |                                                  |
|  | 4 juin 1982,      | 4 juin 1982,      | 4 juin 1982,      | 4 juin 1982,      |                   |                   | 8 juin 1982, | 8 juin 1982, | 8 juin 1982, | 8 juin 1982, |  |  | 13 juin 1982, Stade de Paris (Saint-Ouen), Paris | 13 juin 1982, Stade de Paris (Saint-Ouen), Paris | 13 juin 1982, Stade de Paris (Saint-Ouen), Paris | 13 juin 1982, Stade de Paris (Saint-Ouen), Paris |
|  | 4 juin 1982,      | 4 juin 1982,      | 4 juin 1982,      | 4 juin 1982,      |                   |                   | 8 juin 1982, | 8 juin 1982, | 8 juin 1982, | 8 juin 1982, |  |  | 13 juin 1982, Stade de Paris (Saint-Ouen), Paris | 13 juin 1982, Stade de Paris (Saint-Ouen), Paris | 13 juin 1982, Stade de Paris (Saint-Ouen), Paris | 13 juin 1982, Stade de Paris (Saint-Ouen), Paris |
|  | Stade de Reims    | Stade de Reims    | 3                 | 3                 |                   |                   | 8 juin 1982, | 8 juin 1982, | 8 juin 1982, | 8 juin 1982, |  |  | 13 juin 1982, Stade de Paris (Saint-Ouen), Paris | 13 juin 1982, Stade de Paris (Saint-Ouen), Paris | 13 juin 1982, Stade de Paris (Saint-Ouen), Paris | 13 juin 1982, Stade de Paris (Saint-Ouen), Paris |
|  | Stade de Reims    | Stade de Reims    | 3                 | 3                 |                   |                   | 8 juin 1982, | 8 juin 1982, | 8 juin 1982, | 8 juin 1982, |  |  | 13 juin 1982, Stade de Paris (Saint-Ouen), Paris | 13 juin 1982, Stade de Paris (Saint-Ouen), Paris | 13 juin 1982, Stade de Paris (Saint-Ouen), Paris | 13 juin 1982, Stade de Paris (Saint-Ouen), Paris |
|  | Stade lavallois   | Stade lavallois   | 4                 | 4                 |                   |                   | 8 juin 1982, | 8 juin 1982, | 8 juin 1982, | 8 juin 1982, |  |  | 13 juin 1982, Stade de Paris (Saint-Ouen), Paris | 13 juin 1982, Stade de Paris (Saint-Ouen), Paris | 13 juin 1982, Stade de Paris (Saint-Ouen), Paris | 13 juin 1982, Stade de Paris (Saint-Ouen), Paris |
|  | Stade lavallois   | Stade lavallois   | 4                 | 4                 | Stade lavallois   | Stade lavallois   | 5            | 5            |              |              |  |  | 13 juin 1982, Stade de Paris (Saint-Ouen), Paris | 13 juin 1982, Stade de Paris (Saint-Ouen), Paris | 13 juin 1982, Stade de Paris (Saint-Ouen), Paris | 13 juin 1982, Stade de Paris (Saint-Ouen), Paris |
|  | 4 juin 1982,      |                   |                   |                   | Stade lavallois   | Stade lavallois   | 5            | 5            |              |              |  |  | 13 juin 1982, Stade de Paris (Saint-Ouen), Paris | 13 juin 1982, Stade de Paris (Saint-Ouen), Paris | 13 juin 1982, Stade de Paris (Saint-Ouen), Paris | 13 juin 1982, Stade de Paris (Saint-Ouen), Paris |
|  |                   |                   | Montpellier PSC   | Montpellier PSC   | 1                 | 1                 |              |              |              |              |  |  | 13 juin 1982, Stade de Paris (Saint-Ouen), Paris | 13 juin 1982, Stade de Paris (Saint-Ouen), Paris | 13 juin 1982, Stade de Paris (Saint-Ouen), Paris | 13 juin 1982, Stade de Paris (Saint-Ouen), Paris |
|  | Montpellier PSC   | Montpellier PSC   | Montpellier PSC   | Montpellier PSC   | 1                 | 1                 | 3 ap         | 3 ap         |              |              |  |  | 13 juin 1982, Stade de Paris (Saint-Ouen), Paris | 13 juin 1982, Stade de Paris (Saint-Ouen), Paris | 13 juin 1982, Stade de Paris (Saint-Ouen), Paris | 13 juin 1982, Stade de Paris (Saint-Ouen), Paris |
|  | Montpellier PSC   | Montpellier PSC   | 8 juin 1982,      |                   |                   |                   | 3 ap         | 3 ap         |              |              |  |  | 13 juin 1982, Stade de Paris (Saint-Ouen), Paris | 13 juin 1982, Stade de Paris (Saint-Ouen), Paris | 13 juin 1982, Stade de Paris (Saint-Ouen), Paris | 13 juin 1982, Stade de Paris (Saint-Ouen), Paris |
|  | OGC Nice          | OGC Nice          | 0                 | 0                 |                   |                   |              |              |              |              |  |  | 13 juin 1982, Stade de Paris (Saint-Ouen), Paris | 13 juin 1982, Stade de Paris (Saint-Ouen), Paris | 13 juin 1982, Stade de Paris (Saint-Ouen), Paris | 13 juin 1982, Stade de Paris (Saint-Ouen), Paris |
|  | OGC Nice          | OGC Nice          | 0                 | 0                 | Stade lavallois   | Stade lavallois   | 3            | 3            |              |              |  |  |                                                  |                                                  |                                                  |                                                  |
|  | 4 juin 1982,      |                   |                   |                   | Stade lavallois   | Stade lavallois   | 3            | 3            |              |              |  |  |                                                  |                                                  |                                                  |                                                  |
|  |                   |                   | AS Nancy-Lorraine | AS Nancy-Lorraine | 2                 | 2                 |              |              |              |              |  |  |                                                  |                                                  |                                                  |                                                  |
|  | Limoges FC        | Limoges FC        | AS Nancy-Lorraine | AS Nancy-Lorraine | 2                 | 2                 | 1            | 1            |              |              |  |  |                                                  |                                                  |                                                  |                                                  |
|  | Limoges FC        | Limoges FC        |                   |                   |                   |                   |              |              |              |              |  |  |                                                  |                                                  |                                                  |                                                  |
|  | AS Nancy-Lorraine | AS Nancy-Lorraine | 2                 | 2                 |                   |                   |              |              |              |              |  |  |                                                  |                                                  |                                                  |                                                  |
|  | AS Nancy-Lorraine | AS Nancy-Lorraine | 2                 | 2                 | AS Nancy-Lorraine | AS Nancy-Lorraine | 2            | 2            |              |              |  |  |                                                  |                                                  |                                                  |                                                  |
|  | 4 juin 1982,      |                   |                   |                   | AS Nancy-Lorraine | AS Nancy-Lorraine | 2            | 2            |              |              |  |  |                                                  |                                                  |                                                  |                                                  |
|  |                   |                   | FC Metz           | FC Metz           | 0                 | 0                 |              |              |              |              |  |  |                                                  |                                                  |                                                  |                                                  |
|  | FC Metz           | FC Metz           | FC Metz           | FC Metz           | 0                 | 0                 | 4            | 4            |              |              |  |  |                                                  |                                                  |                                                  |                                                  |
|  | FC Metz           | FC Metz           |                   |                   |                   |                   |              | 4            |              |              |  |  |                                                  |                                                  |                                                  |                                                  |
|  | RC Strasbourg     | RC Strasbourg     | 0                 | 0                 |                   |                   |              |              |              |              |  |  |                                                  |                                                  |                                                  |                                                  |
|  | RC Strasbourg     | RC Strasbourg     | 0                 | 0                 |                   |                   |              |              |              |              |  |  |                                                  |                                                  |                                                  |                                                  |
|  |                   |                   |                   |                   |                   |                   |              |              |              |              |  |  |                                                  |                                                  |                                                  |                                                  |

### Finale
Le trophée est offert par Madame Charles Drago, et remis par Paul Calabro, vice-président de la LNF, au capitaine lavallois Hervé Gauthier.
| 13 juin 1982 | Stade lavallois | 3-2     | AS Nancy-Lorraine | Stade de Paris (Saint-Ouen), Paris                                                        |                                                                                           |
| 15h00        | Oumar Sène 26e · Alain Polaniok 34e · Alain Polaniok 59e |         | Rubén Umpiérrez 2e · Rubén Umpiérrez 48e | Spectateurs : 2 500, dont 1 041 entrées payantes Diffuseur : TF1 Arbitrage : Joël Quiniou | Spectateurs : 2 500, dont 1 041 entrées payantes Diffuseur : TF1 Arbitrage : Joël Quiniou |
| 15h00        | Rapport |         | | Spectateurs : 2 500, dont 1 041 entrées payantes Diffuseur : TF1 Arbitrage : Joël Quiniou | Spectateurs : 2 500, dont 1 041 entrées payantes Diffuseur : TF1 Arbitrage : Joël Quiniou |
| 15h00        | Stéphane Osmond - Hervé Gauthier, Victor Zvunka, Patrice Bozon (Jacky Paillard 74e ), Gilles Moreau - Alain Polaniok, Philippe Redon, Jean-Marc Miton - Moncef Djebali (Philippe Guillemet 46e ), Oumar Sène (rouge temporaire 67-72), Carl Thordarsson. · Entraîneur : Michel Le Milinaire. | Équipes | Éric Pégorer - Jean-Claude Cloet, Fernando Zappia, Albert Cartier, Pierre Neubert - Éric Martin, Jacky Perdrieau, Philippe Jeannol - Jean-Michel Ferrière (Bernus Goram 71e ), Paco Rubio, Rubén Umpiérrez. · Entraîneur : Georges Huart. | Spectateurs : 2 500, dont 1 041 entrées payantes Diffuseur : TF1 Arbitrage : Joël Quiniou | Spectateurs : 2 500, dont 1 041 entrées payantes Diffuseur : TF1 Arbitrage : Joël Quiniou |

## Affluences
Pour 105 matches joués, l'affluence moyenne est de 927 spectateurs par rencontre. La recette moyenne est de 20 807 francs.